# Упит, Андрей Мартынович

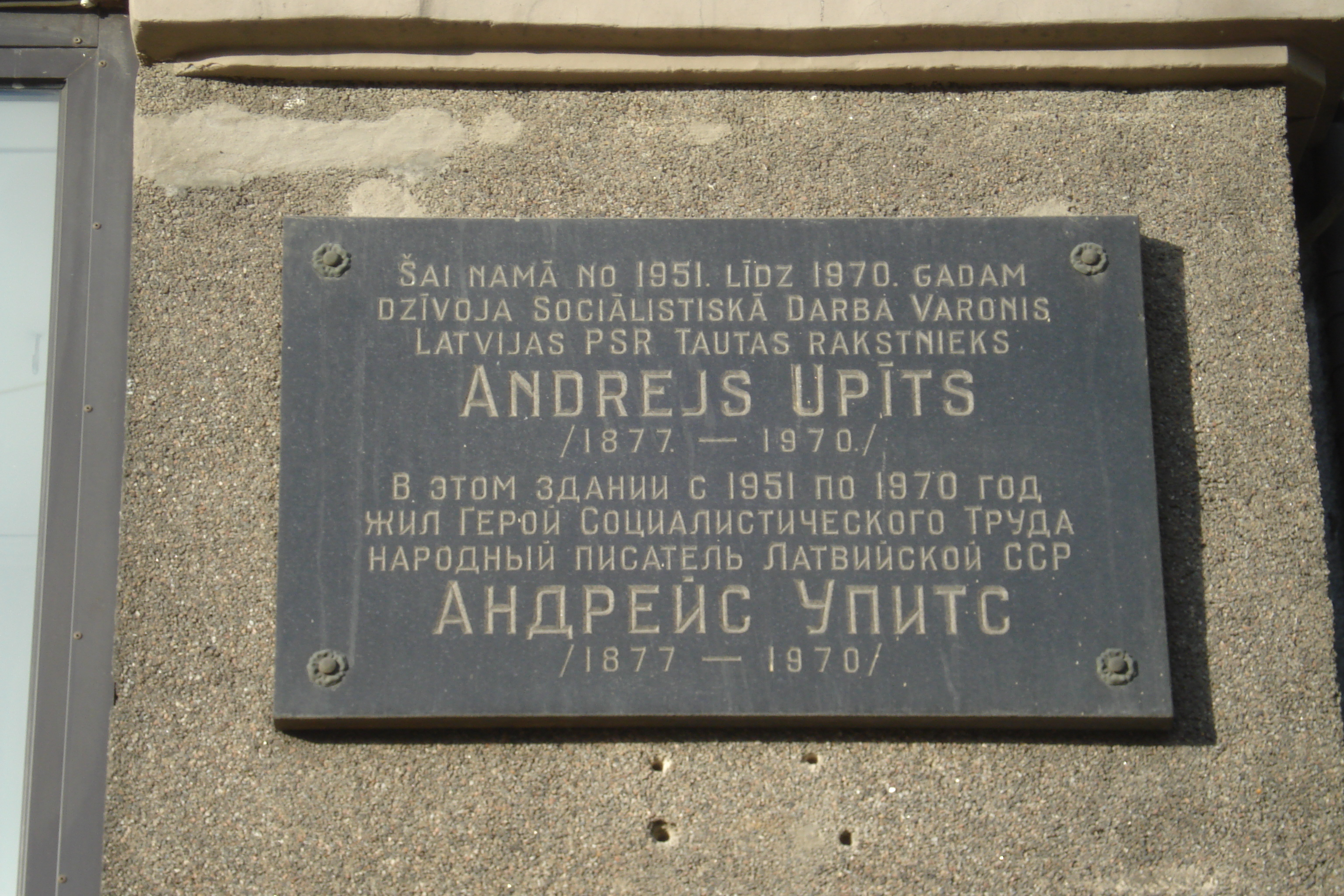
Мемориальная плита на доме в Риге, где писатель провёл последние годы жизни (улица Бривибас, 38)

Памятник Андрею Упиту в парке Кронвалда, Рига

Андре́й Марты́нович У́пит (латыш. Andrejs Upīts; 1877—1970) — латышский советский писатель-романист, поэт, драматург, сатирик и критик, государственный деятель. Народный писатель Латвийской ССР (1943), Лауреат Сталинской премии второй степени (1946), Герой Социалистического Труда (1967).
Академик АН Латвийской ССР (1946).

## Биография
Родился 22 ноября (4 декабря) 1877 года в посёлке Скривери (ныне центр Скриверской волости Латвии).
Вырос в крестьянской семье. Грамоту освоил самостоятельно. Работал сельским учителем. В 1917 году вступил в партию большевиков.
Творческая деятельность писателя началась в 1899 году. Упит являлся одним из крупнейших представителей реалистического направления в латышской литературе  своего времени. Писатель большого общественного значения и социальной насыщенности, Упит в своих романах, новеллах, рассказах и драмах беспощадно раскрывал эксплуататорскую сущность буржуазии, а также её ограниченность и пошлость. На протяжении всей своей литературной и общественной деятельности Упит был всегда тесно связан с революционной демократией латышского народа; его симпатии всегда на стороне угнетённых тружеников и обездоленных.
В начале XX века Упит начал работать над большой трилогией романов «Робежники» — наиболее значительным своим произведением. В этой своей трилогии Упит задался целью показать, как под влиянием капиталистического развития и социалистического движения расслаивается патриархальная крестьянская семья. Уже в первой части трилогии — «Новые источники» („Jauni avoti“) — Упит показал себя художником, совершенно зрелым, больших творческих возможностей. Вторая часть — „Zīda tīklā“ («В шелковой сети») — даёт широкую картину расслоения латышского общества и борьбы мелкобуржуазно-интеллигентских и пролетарских тенденций. Третья часть — „Ziemeļu vējš“ (Северный ветер), относящаяся к периоду после революции 1905 года, показывает спад революционного движения и борьбу с реакцией после 1905 года. Последующий цикл романов: «Возвращение Яна Робежниека» (1932), «Смерть Яна Робежниека» (1933), «Мартин Робежниек» и «Новый фронт», написанный после значительного промежутка времени, является непосредственным продолжением трилогии. Совместно с романом «Старые тени», который самим автором назван как вводный роман к циклу, весь цикл состоит из 8 романов и остаётся непревзойдённым в латышской литературе. Он создан большим художником-реалистом, художником-мыслителем, тонко понимающим как отображаемые им общественные процессы, так и психологию создаваемых им героев. Уже своей трилогией Упит стал в первых рядах латышской литературы как писатель реалист-общественник.
На протяжении 40-летней творческой деятельности Упит написал ряд значительных романов, из которых „Pērkonu pievārtē“ («Под громами») и „Zem dzelžaina papēža“ («Под железной пятой») имеют особое значение; они посвящены эпохе после империалистической войны; здесь получили своё отображение беженство, разорение латышского крестьянства во время империалистической войны и германской оккупации в Латвии. Упитом также написано много пьес. Одна из лучших — «Мирабо». Большинство его романов переиздано в Советском Союзе. Также ряд романов («Северный ветер», «Под громами» и др.) и пьеса «Мирабо» переведены на русский язык. Особое место занимает серия сатирических рассказов, посвящённых современной буржуазной Латвии, где писатель очень тонко и очень остро высмеивает правящую верхушку господствующего класса. Упит принадлежит также ряд критических статей и двухтомник «История латышской литературы», в которой многие явления латышской литературы Упит пытался осмыслить с позиций марксизма.
Вершиной творчества является дилогия «Земля зелёная» (1945) о жизни латышской деревни во 2-й половине XIX века и «Просвет в тучах» (1951) о первых шагах рабочего движения. В 1946 году за роман «Земля зелёная» отмечен Сталинской премией второй степени.
Упит переводил на латышский язык произведения А. С. Грибоедова, Н. В. Гоголя, М. Горького, А. Н. Толстого, У. Шекспира, Г. Гейне, Б. Шоу, Г. Флобера, Г. Манна и других.
Вместе с Рудольфом Эгле он написал 4-томную историю мировой литературы.
Общественная деятельность Упита в советское время была интенсивной и разносторонней: заместитель председателя (1940—1951) и член (с 1951) Президиума Верховного Совета Латвийской ССР; председатель правления Союза Писателей Латвии (1941—1954).
С организацией АН Латвийской ССР в 1946 году был избран действительным членом Академии (первый состав). Директор республиканского Института языка и литературы Академии наук.
Умер 17 ноября 1970 года. Похоронен в Риге на Лесном кладбище.
Сын: Карл Андреевич Упит (1908—1963), сотрудник Института языка и литературы АН Латвийской ССР, литературный секретарь отца.

## Награды и премии
- Сталинская премия второй степени (1946) — за роман «Земля зелёная» (1945)
- Государственная премия Латвийской ССР (1957)
- Герой Социалистического Труда — Указом Президиума Верховного Совета СССР от 23 февраля 1967 года «за выдающиеся заслуги в развитии советской культуры, создание художественных произведений социалистического реализма, получивших общенародное признание и активно способствующих коммунистическому воспитанию трудящихся, за плодотворную общественную деятельность» с вручением ордена Ленина и золотой медали Серп и Молот.
- пять орденов Ленина (31.05.1946; 20.07.1950; 04.12.1957; 01.10.1965; 23.02.1967)
- четыре ордена Трудового Красного Знамени (23.04.1943; 17.12.1947; 04.12.1952; 03.01.1956)
- медали
- народный писатель Латвийской ССР (1943)

## Экранизации и фильмы по мотивам произведений
- 1956 — Причины и следствия (режиссёры Варис Круминьш и Марис Рудзитис, по одноимённому роману).
- 1969 — У богатой госпожи (режиссёр Леонид Лейманис, по роману «Улыбающийся лист»).
- 1981 — На грани веков (режиссёр Гунар Пиесис, по мотивам романов «Под господской плетью» и «Первая ночь»).
- 1987 — Если мы всё это перенесём (режиссёр Роланд Калныньш, по мотивам трилогии «Робежниеки»).

## Издания на русском языке
- Собрание сочинений в 12 томах. — М., 1956—1958.
- Северный ветер. — Л., 1925
- На радужном мосту. — Л., 1927
- Северный ветер. — Л., 1929
- Под железной пятой. — М.-Л., 1931
- Рассказы о пастырях. — М.-Л., 1931
- Возвращение и смерть Яна Робежника. — М., 1936
- Мирабо. — М., 1936
- Сала, масла, яиц. — М., 1943
- Избранные новеллы. — Рига, 1947.
- Рассказы. — М., 1947
- Земля зеленая. — М., 1948
- Земля зеленая. — Рига, 1948
- Пареньки поселка Моховое. — Рига, 1948
- Земля зеленая. — М., 1949
- Рассказ про пастора. — Рига, 1950
- Новые истоки. — Рига, 1951
- В шелковой паутине. — Рига, 1952
- Рассказы. — Рига, 1952
- На грани веков. — Рига, 1953
- Просвет в тучах. — Рига, 1952
- Робежниеки. Рига, — 1952
- Северный ветер. — Рига, 1952
- Рассказы. — М., 1953
- Новые истоки. — М., 1953
- Просвет в тучах. Т. 1-2. — М., 1953
- Просвет в тучах. — Рига, 1953
- Тени былого. — М., 1953
- Тени былого. — Рига, 1953
- Избранные пьесы. — Рига, 1954
- В шелковой паутине. — М., 1954
- Маленькие комедии. — Рига, 1954
- Писатель о себе. — Рига, 1954
- Северный ветер. — М., 1954
- В шелковой паутине. — М., 1954
- Избранные рассказы. — М.: Гослитиздат, 1955
- Избранные рассказы. — М.: Советский писатель, 1955
- Дальние дороги. — М., 1955
- Литературно-критические статьи. — Рига, 1955
- На грани веков. — Рига, 1955
- Золото. — Рига, 1956
- Купальщица Сусанна. — М., 1956
- Рассказы о пастырях. — М., 1956
- Пареньки села Замшелого. — Рига, 1956
- Один и многие. — М., 1957
- Вопросы социалистического реализма в литературе. — Рига, 1959
- Последний латыш. — М., 1959
- Земля зелёная. — М., 1960
- Пареньки села Замшелого. — М., 1960
- Под кованым сапогом. — М., 1960
- На грани веков. Т. 1-2. — М., 1962
- Причины и следствия. — М., 1962
- Пареньки села Замшелого. — М., 1964
- Ренегаты. — М., 1965
- Улыбающийся лист. — Рига, 1967
- Дальние дороги. — Рига, 1968
- Романтик. — М., 1969
- Северный ветер. — М., 1969
- Новеллы. — М., 1970 (БВЛ)
- В стужу. — М., 1977, 1978
- Земля зеленая. — М., 1977
- Пареньки села Замшелого. — М., 1978
- Новеллы. — М., 1982
- Женщина. — М., 1987
- На грани веков. В 2-х кн. — Рига, 1988

## Память
- Памятник Андрею Упиту в парке Кронвалда, Рига.
- С 1971 по 1990 год имя А. Упита носила нынешняя улица Сколас в Риге.
- Именем А. Упита названа улица в городе Кирове.
- В 1971—1988 гг. имя писателя носил Государственный академический театр драмы Латвийской ССР.
- В селе Кстинино Кировской области, где Андрей Упит проживал с августа 1941 по весну 1944 года, установлен бюст писателя.
- В 1977 году, к 100-летию писателя, Ленинградским монетным двором выпущена памятная медаль. Скульптор Валентина Зейле.